# 科切里諾沃

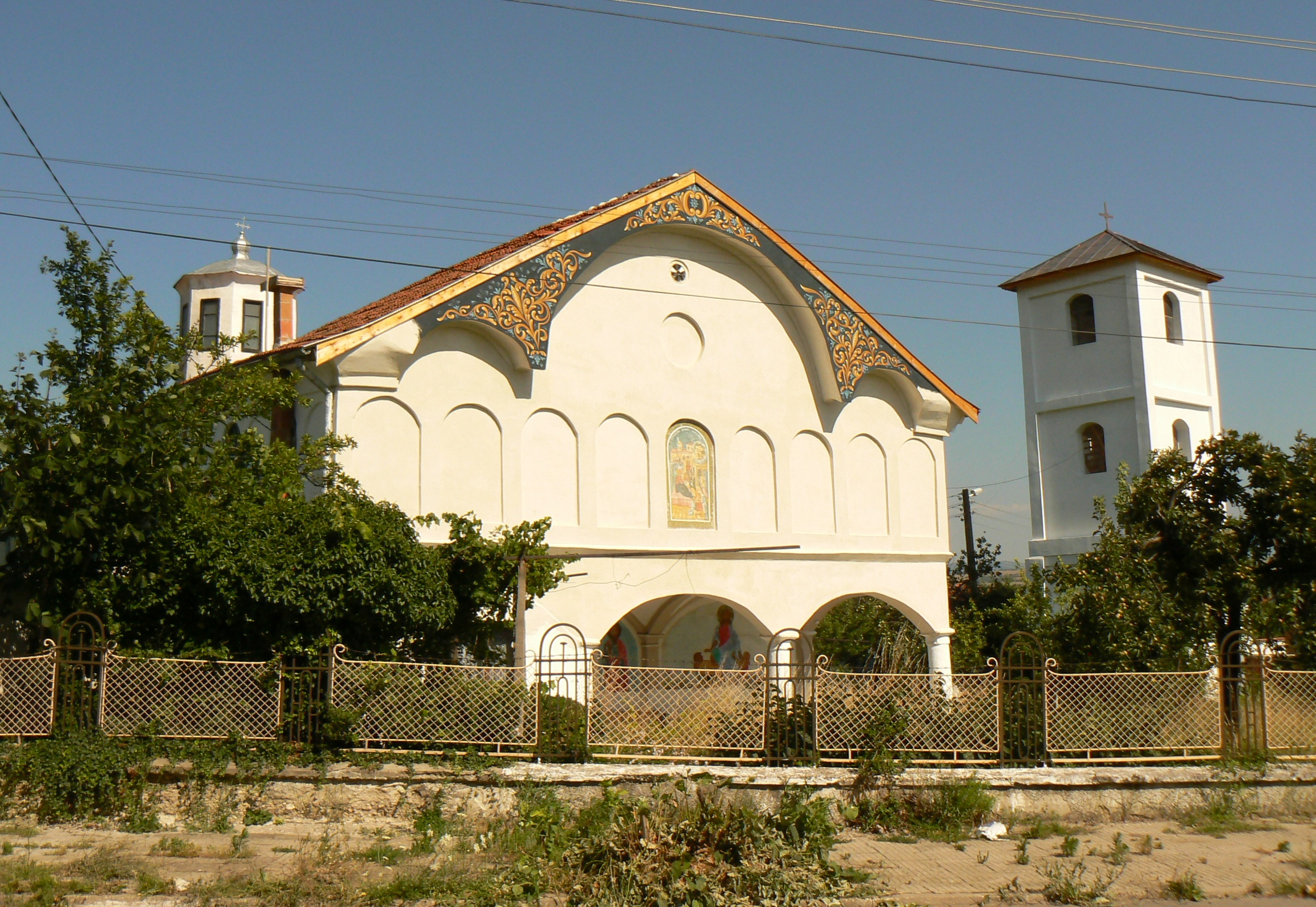

科切里諾沃是保加利亞的城鎮，位於該國西南部，距離首府丘斯滕迪爾50公里，由丘斯滕迪爾州負責管轄，面積18.52平方公里，海拔高度392米，受大陸性氣候影響，2008年人口2,443，居民主要信奉東正教。
42°5′N 23°4′E / 42.083°N 23.067°E